# Elfchen
Ein Elfchen ist ein kurzes Gedicht mit einer vorgegebenen Form. Es besteht aus elf Wörtern, die in festgelegter Folge auf fünf Verszeilen verteilt werden. Für jeden Vers wird eine Anforderung formuliert, die (je nach gegebenenfalls vorhandener didaktischer Vorgabe) variiert werden kann.
Das Elfchen wurde in den 1980er Jahren im Amsterdamer Taaldrukwerkplaats erstmals in den Niederlanden eingeführt. 1988 wurde es auf einem Workshop zu kreativem Schreiben in Aachen von dem niederländischen Theaterwissenschaftler und Schriftsteller Jos von Hest vorgestellt und deutschsprachigen Pädagogen bekannt gemacht.

## Aufbau und Verwendung
Typischerweise sieht der Aufbau eines Elfchens so aus:
| Zeile | Wörter | Inhalt                                                           |
| ----- | ------ | ---------------------------------------------------------------- |
| 1     | 1      | Ein Gedanke, ein Gegenstand, eine Farbe, ein Geruch o. ä.        |
| 2     | 2      | Was macht das Wort aus Zeile 1?                                  |
| 3     | 3      | Wo oder wie ist das Wort aus Zeile 1?                            |
| 4     | 4      | Was denkst du? (Über das Wort in Zeile 1 / das allgemeine Thema) |
| 5     | 1      | Fazit: Was kommt dabei heraus?                                   |

Das Elfchen findet vor allem im Grundschulunterricht, aber auch an weiterführenden Schulen sowie im Fremdsprachenunterricht Verwendung. Pädagogisches Ziel ist, die Schüler über das eigene Dichten sowohl zu Kreativität als auch zu Mitteilsamkeit anzuregen. Nebenbei wird in spielerischer Weise auch das Einhalten von Regeln vermittelt.
Die Methode wird auch in der Bildungsarbeit mit Jugendlichen und Erwachsenen, ebenso wie in der religiösen Bildungsarbeit, eingesetzt. Sie kann dabei als Einstieg in ein Thema dienen oder im Rahmen einer Schreibwerkstatt eingesetzt werden.
Das Elfchen eignet sich neben dem Brainstorming auch als Kreativitätsmethode, um den Horizont zu weiten, wenn eine Sitzung oder Planung nicht mehr weiter kommt.
Die Deutsche Nationalbibliothek prämierte zu ihrem 111ten Jubiläum 100 Elfchen.

## Beispiele
| Spätsommer Goldenes Licht Sonne verströmt Wärme Fülle der Früchte lockt Dankbarkeit | Reife Sommerliches Nachklingen Herbst naht unaufhaltsam Mein Leben schwingt mit Öffnung | Stille Intensives Da-Sein Erde duftet herb Höhepunkt des Jahres schwindet Sehnsucht |

Diese drei Elfchen sind zudem in ihrer Gesamtheit ein Gedicht, dabei ist jedes Einzelne eine Strophe. Sie entstammen einer Schreibwerkstatt.